# 가 (법률)
가(家)는 대한민국 민법이 규정한 호주와 그의 가족을 구성원으로 하여 법률적, 관념적으로 맺어진 집단으로서, 실재하는 가족과는 다른 호적의 기본 단위였다.
2005년 2월 3일에 헌법재판소의 헌법불합치 결정을 받았고, 2005년 3월 31일 개정 민법이 공포되어 새로운 신분등록제도(가족관계등록법·가족관계등록부)에 관한 준비기간을 거쳐 2008년 1월 1일 폐지되었다.

## 가의 구성
가(家)는 호주(戶主)와 호주가 아닌 가족(家族)으로 구성되었다.
- 호주: 일가(一家)의 상징적 의례적, 대표자로서 일가의 계통을 계승한 자이거나 분가한 자 또는 일가를 창립·부흥한 자이다. 호주는 일정한 순위에 따라 승계되었다. 구민법에서는 일가의 대표자로서의 특권과 의무가 있었다.
- 가족: 가(家)의 구성원으로서 호주가 아닌 자이다. 가족은 호주의 배우자, 혈족, 혈족의 배우자 등 호주와 친족관계에 있는 사람이 대부분이지만, 친족관계가 없더라도 법률에 의해 입적이 인정되는 사람은 가족이 될 수 있었다. 사람이 출생하면 부가(父家)의 호적에 입적하여 가족이 되는 것이 원칙이었지만, 아버지를 알 수 없는 때에는 모가(母家)의 호적에 입적하여 가족이 되었다. 그 밖에 입양, 혼인, 분가, 폐가 등의 법률적인 사실이 발생함으로써 종래 그가 속해 있던 가(家)의 가족으로서의 신분을 잃고 새로운 가의 가족이 되었다.

## 가의 변동

### 분가
분가(分家)는 가족이 종래의 가에서 분리하여 새로운 가를 창설하는 것을 말한다. 분가에는 임의분가와 법정분가, 강제분가가 있었다.
- 임의분가(任意分家): 가족이 스스로 분가하는 것을 말한다. 가족이면 누구나 성별, 기혼, 미혼에 관계없이 마음대로 분가할 수 있었고, 호주의 장남과 장손도 분가할 수 있었다. 다만 미성년자가 분가하려면 친권자 또는 후견인의 동의를 받아야 했다.
- 법정분가(法定分家): 가족이 혼인함으로써 법률에 의해 당연히 분가되는 것을 말한다. 다만, 호주의 직계비속 장남자는 분가되지 않았다.
- 강제분가(强制分家): 호주의 일방적 의사로 직계존속을 제외한 독립적인 생계를 이을 수 있는 성년 남성을 강제로 분가시키는 것을 말한다.

### 일가창립
일가창립(一家創立)은 당사자의 뜻에 의하지 않고 법률상 당연히 새로운 호적이 마련되는 것을 말한다.
부모를 알 수 없는 자녀(민법 제781조제3항)가 부가(父家)와 모가(母家)에 모두 입적할 수 없는 경우, 입양의 취소 또는 파양 후 양자가 돌아가야 할 생가가 없어진 경우(민법 제786조제2항), 호주가 타가(他家)에 입적하는 경우에 그 호주를 따라 입적할 수 없는 가족이 있는 경우 그리고 외국인이 대한민국의 국적을 취득한 경우에 일가를 창립할 수 있었다.

### 폐가
폐가(廢家)는 호주가 자기의 뜻에 따라 타가에 옮겨 감으로써 그가 종래 속해 있던 가(家)를 없애는 것을 말한다.
이는 호주가 본가(本家)를 상속하는 경우, 일가창립 또는 분가를 하여 호주가 된 사람이 타가에 입적하는 경우, 여호주(女戶主)가 혼인을 하는 경우 등에 이루어졌다.

### 무후가
무후가(無後家)는 호주가 사망하거나 그 밖의 사유로 없어진 후에 그의 뒤를 이어 호주의 지위를 승계할 사람이 없어서 소멸한 가(家)를 말한다.

### 폐가·무후가의 부흥
입양이 취소되거나 파양된 후 양자가 돌아가야 할 생가가 폐가 또는 무후가로 되어 있거나(민법 제786조제2항), 혼인의 취소 또는 이혼 후 여자가 돌아가야 할 친가가 폐가나 무후가로 된 경우 등에는 가(家)를 부흥할 수 있었다.
- 폐가 부흥 : 호주가 타가에 입적함으로써 가(家)가 없어진 경우에 그 없어진 호적을 기준으로 다시 가계를 이어나가는 것을 말한다.
- 무후가 부흥: 호주가 될 사람이 없어서 제적된 호적을 기준하여 다시 가계를 이어나가는 것을 말한다.

## 같이 보기
- 호주제
- 메이지 민법의 이에 제도